# 多花珊瑚苣苔
多花珊瑚苣苔（学名：Corallodiscus patens）为苦苣苔科珊瑚苣苔属下的一个种。种名patens意为伸展的。
多花珊瑚苣苔为多年生草本植物。根状茎短而粗。花盘高约0.5毫米。雌蕊无毛，子房长圆形，长4.5毫米，花柱与子房近等长，柱头头状，微凹。蒴果长约1.6厘米。产云南中甸附近。